# Пятецкий-Шапиро, Лев Григорьевич
Лев Григорьевич (Гершевич) Пятецкий-Шапиро (1889, Бердичев, Киевская губерния — 17 сентября 1938, Коммунарка, Москва) — советский адвокат, принимавший участие в крупных процессах 1920—1930-х годов.

## Биография
Родился в Бердичеве в еврейской купеческой семье.
Член коллектива Московской городской коллегии защитников (Фрунзенский район). Беспартийный. Был одним из защитников на Шахтинском деле (защищал подсудимых Чернокнижникова, Бабенко, Никишина, Элиадзе и Сущевского).
Арестован 28 февраля 1938 года в Москве по обвинению в участии в эсеро-меньшевистской террористической организации. 17 сентября приговорён к высшей мере наказания и расстрелян в тот же день. Реабилитирован в 1956 году.

## Семья
Племянник — математик Илья Иосифович Пятецкий-Шапиро.